# Doubs (miejscowość)
Doubs – miejscowość i gmina we Francji, w regionie Burgundia-Franche-Comté, w departamencie Doubs.
Według danych na rok 1990 gminę zamieszkiwało 1677 osób, a gęstość zaludnienia wynosiła 188 osób/km² (wśród 1786 gmin Franche-Comté Doubs plasuje się na 94. miejscu pod względem liczby ludności, natomiast pod względem powierzchni na miejscu 502.).